# Leopold al V-lea, Duce al Austriei

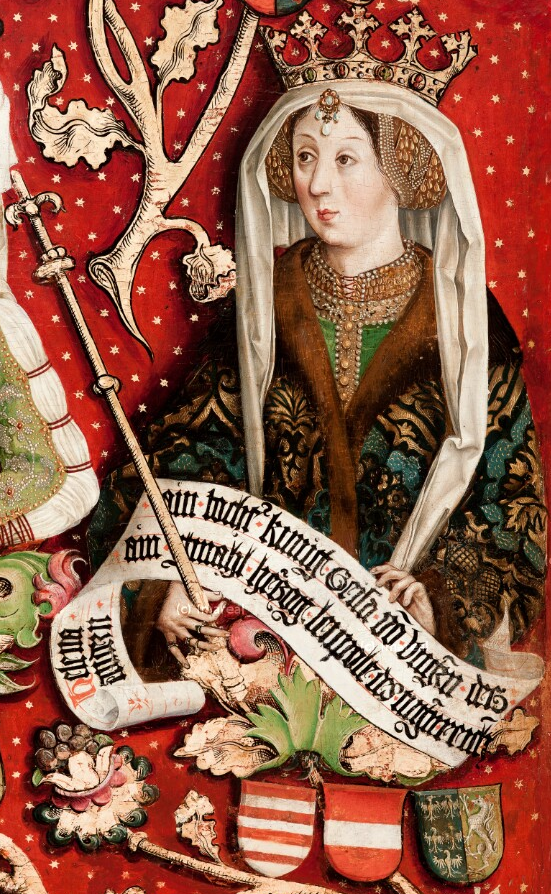
Ducesa Ilona (Elena), soția lui Leopold al V-lea, fiica regelui Geza al II-lea al Ungariei (arborele genealogic al familiei Babenberg, Mănăstirea Klosterneuburg)

Leopold V, supranumit cel Virtuos (n. 1157 – d. 31 decembrie 1194, Graz, Monarhia Habsburgică), aparținând Casei de Babenberg, a fost duce al Austriei din 1177 și duce al Stiriei din 1192, până la sfârșitul vieții.

## Biografie
Leopold a fost fiul ducelui Henric al II-lea Jasomirgott și al soției sale, Teodora Comnena, nepoata împăratului bizantin Manuel I.
În mai 1174 Leopold s-a căsătorit cu Elena (Ilona), fiica regelui Geza al II-lea al Ungariei și a soției sale, Eufrosina a Kievului. În vara aceluiași an, în timpul controversei pentru tronul Ungariei, Frederic I Barbarossa l-a înfeudat formal pe Leopold cu ducatul Austriei, conform dorinței tatălui său. Când acesta a murit pe 13 ianuarie 1177, Leopold a continuat lupta împotriva ducelui Boemiei, Sobeslav al II-lea. Împreună cu fratele său, ducele Henric de Mödling, Leopold a întreprins în a doua jumătate a lunii ianuarie 1177 o „campanie de pedepsire” în Moravia devastând Olomouc și Brno. Pe 1 iulie 1179 la dieta imperială ținută la Eger, împăratul Frederic I Barbarossa a intervenit în conflictul dintre Austria și Boemia, împingând granița Austriei în teritoriul Boemiei și Moraviei. Soběslav fusese înlăturat de la putere și prin semnarea păcii cu ducele Frederic al Boemiei s-a pus capăt conflictului privind granița dintre Boemia și Austria.
Pe 24 februarie 1177 la Candelara, lângă Pesaro, împăratul Frederic l-a înfeudat formal din nou pe Leopold cu ducatul Austriei. Pe 22 iulie 1177 la Veneția el a fost martor la negocierea păcii încheiate între împăratul Frederic și papa Alexandru al III-lea și la recunoașterea acestuia de către împărat.
În 1182 Leopold a făcut un pelerinaj la Ierusalim și în timpul acestei călătorii l-a vizitat la Constantinopol pe împăratul bizantin Alexie al II-lea Comnenul.
Leopold a păstrat un contact strâns cu împăratul Frederic I și în 1185 a participat la a șasea campanie a acestuia în Italia.
Pe 17 august 1186 a fost semnat Tratatul de la Georgenberg (în germană Georgenberger Handfeste) prin care Leopold urma să preia printr-un contract de moștenire Ducatul de Stiria  și părți centrale din actualul land Austria Superioară de la ducele Ottokar al IV-lea (numit și Otakar), bolnav de lepră și fără urmași. Inteligent, împăratul Frederic I Barbarossa l-a susținut pe Leopold în demersurile sale pe lângă Ottokar al IV-lea. După moartea lui Otakar în 1992 și intrarea în vigoare a contractului de moștenire, cele două ducate aflate sub stăpânirea lui Leopold nu s-au unit datorită unor motive de ordin militar și economic, fiind îndeplinită astfel dorința Stiriei de a-și păstra vechile drepturi. Acesta a fost totuși primul pas spre unirea celor două ducate, Austria și Stiria, care ulterior au format așa-numitul „complex austriac”. Pe de altă parte, un teritoriu mai mare aflat sub aceeași administrație însemna o mai mare siguranță pentru imperiu împotriva politicii expansioniste a Regatului Ungariei interesat mai mult de accesul la Marea Adriatică decât de Stiria în sine. Henric al VI-lea i-a înfeudat cu ducatul Stiriei pe Leopold și pe fiul său cel mare, Frederic, pe 24 mai 1192 la dieta de la Worms.

### Capturarea lui Richard Inimă de Leu
Leopold a intrat în istorie prin capturarea regelui englez Richard Inimă de Leu pe drumul de întoarcere din a treia Cruciadă pentru eliberarea Țării Sfinte de sub stăpânirea necredincioșilor.
Leopold însuși a luat parte la cruciadă cu o armată mică. Inițial el rămăsese în teritoriile sale pentru a asigura apărarea acestora și s-a alăturat cruciaților abia în august 1190 călătorind pe mare de la Veneția spre Țara Sfântă. Cruciada începuse prost deoarece împăratul Frederic I a murit pe 10 iunie 1190 trăznit în timpul unei furtuni care l-a surprins la baie în râul Saleph. Leopold a preluat comanda cruciaților germani în ianuarie 1191 participând la asediul Acrei, la nord de Ierusalim, asediu care dura deja de trei ani. În perioada aprilie – iulie 1191, forța asediatorilor creștini a fost întărită de armatele conduse de regele francez Filip al II-lea și de regele englez Richard Inima de Leu. Cetatea Acra a fost cucerită pe 12 iulie 1191. În timpul ocupării ulterioare a orașului, Leopold a intrat în conflict cu regele Richard Inimă de Leu. Leopold și oastea sa jucaseră doar un rol minor în cucerirea orașului, însă el a arborat steagul său pe unul din turnurile cetății ca și cei doi regi. Deși era doar duce, prin acest gest Leopold se plasa la același nivel cu cei doi regi pretinzând și o cotă egală din pradă. Reacția lui Richard Inima de Leu nu a fost tocmai diplomatică: el a respins grosolan pretențiile lui Leopold și a aruncat steagul acestuia de pe turnul cetății. După acest afront Leopold s-a întors în Austria în noiembrie sau decembrie 1191. Nu se știe exact dacă acest incident a avut într-adevăr loc la Acra sau a fost creat de cronicarii timpului pentru a justifica arestarea unui cruciat pe drumul de întoarcere acasă, căci așa ceva contravenea regulior stabilite de Biserică. Acest lucru pare a fi verosimil deoarece Richard s-a apropiat cu  bună știință de reședința presupusului său adversar.
În 1192 datorită naufragiului suferit lângă Aquileia în călătoria de întoarcere spre Anglia, Richard a trebuit să treacă prin Austria cu o mică suită, deghizat în pelerin. Aflat în Carintia el a fost recunoscut la Friesach, iar Leopold a ordonat ca regele să fie arestat. Richard a reușit să scape. Pe 6 decembrie 1192 Richard se afla la Bruck an der Mur în Stiria, unde a fost remarcat datorită aspectului său regal. De acolo a ajuns la Viena prin pasul Semmering. Pe 21 decembrie 1192 a ajuns la Erdberg (o suburbie a Vienei). Acolo a fost recunoscut și luat prizonier de oamenii lui Leopold. Hadmar al II-lea de Kuenring, omul de încredere al lui Leopold, l-a închis pe Richard în cetatea Dürnstein, iar pe 28 martie 1193 l-a predat împăratului Henric al VI-lea. Pe 29 iunie s-a semnat un contract între Richard și Henric care stabilea condițiile răscumpărării. Richard a plătit suma imensă de șase mii de „găleți” de argint, echivalentă cu 100 000 de mărci sau 23,3 tone de argint, care a fost împărțită în mod egal între Leopold și Henric. Abia pe 4 februarie 1194 i s-a permis lui Richard Inimă de Leu să se întoarcă în țara sa. Suma primită a fost folosită de Leopold pentru a fonda Monetăria din Viena, pentru extinderea respectiv construirea zidului de apărare a orașelor Viena, Hainburg, Enns, Friedberg și pentru întemeierea orașului Wiener Neustadt ca cetate cu bastioane de apărare.
Capturarea regelui a avut ca urmare o presiune politică pentru Leopold deoarece în calitate de cruciat Richard se afla sub protecția Bisericii. De aceea papa Celestin al III-lea l-a excomunicat pe Leopold și a impus interdicția canonică teritoriilor stăpânite de el. Se pare că aceste decizii nu au fost făcute publice sau că nu au fost respectate interdicțiile impuse prin această pedeapsă (de exemplu interdicția de a ține slujbe religioase și de a oficia înmormântări, cununii, botezuri). Papa l-a însărcinat pe episcopul de Verona să stabilească condițiile pentru ridicarea excomunicării. Acestea includeau eliberarea ostaticilor englezi și restituirea răscumpărării. De asemenea, ducele și oamenii săi trebuiau să se întoarcă în Țara Sfântă cât mai curând posibil și să lupte acolo în slujba Bisericii, cât timp regele Richard era în captivitate.

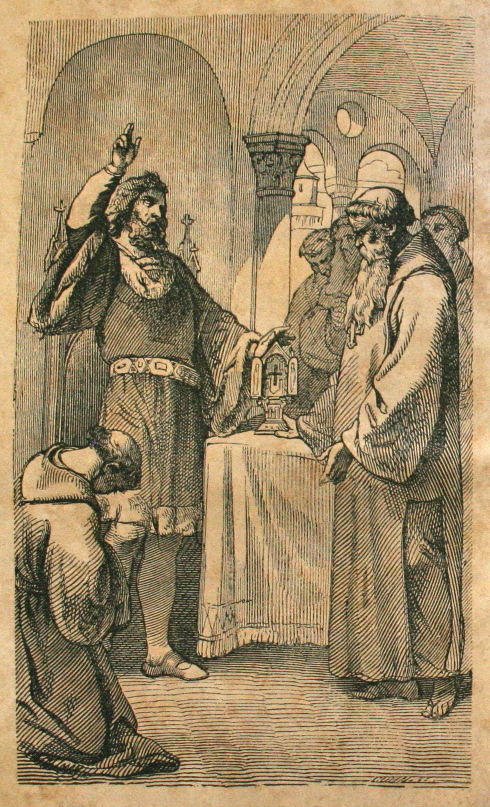
Leopold dăruind o relicvă din Crucea Sfântă călugărilor cistercieni de la Mănăstirea Heiligenkreuz în 1188

Condițiile pentru ridicarea excomunicării nu erau încă îndeplinite, nici ostaticii, nici răscumpărarea nu fuseseră predate, dar pregătirile pentru călătorie începuseră deja când ducele Leopold a căzut de pe cal în timpul unui turnir suferind o fractură deschisă la un picior. Imediat el a promis pastorului Hartberg că, în cazul recuperării sale, va îndeplini condițiile pentru ridicarea excomunicării. La scurt timp după aceea el a declarat și arhiepiscopului de Salzburg, Adalbert al III-lea, că va respecta condițiile impuse de papa. Drept urmare arhiepiscopul a anulat excomunicarea. Pe 31 decembrie 1194, ducele Leopold a murit la Graz ca urmare a rănii căpătate. A fost înmormântat în biserica Mănăstirii Heiligenkreuz.

### Leopold și steagul „roșu-alb-roșu” al Austriei
Legenda spune că tunica albă a lui Leopold devenise roșie de la sânge în luptele din timpul asediului Acrei și că atunci când ducele și-a scos centura doar partea de sub aceasta rămăsese albă. Steagul lui Leopold, probabil o panteră neagră pe un fundal argintiu, fusese pierdut în luptă. Împăratul Henric al VI-lea, pentru vitejia dovedită de Leopold în bătălie, i-ar fi acordat dreptul de a folosi culorile „roșu-alb-roșu” ca nou steag. Aceasta este doar o legendă despre apariția drapelului Austriei știut fiind faptul că în luptă cavalerii nu purtau îmbrăcăminte albă ci, chiar în ciuda căldurii verii, purtau armuri.

## Căsătoria și descendenții
Leopold al V-lea s-a căsătorit pe 12 mai 1177 cu Elena (Ilona) (1155–1199), fiica regelui Geza al II-lea al Ungariei și sora regelui Béla al III-lea al Ungariei.
Din această căsătorie au rezultat trei copii:
- Frederic (1175–1198) duce al Austriei;
- Leopold (1176–1230) duce al Austriei și al Stiriei;
- Agnes.[12]

Prin rezoluția imperială a lui Franz Joseph din 28 februarie 1863 Leopold al V-lea a fost adăugat pe lista „celor mai renumiți conducători și generali ai Austriei demni de veșnică onoare“. În cinstea și memoria sa, împăratul Franz Joseph a comandat o statuie de dimensiuni reale pentru Sala conducătorilor din Muzeul de Istorie a Armatei din Viena. Statuia a fost sculptată în marmură de Carrara în 1872 de sculptorul Viktor Tilgner⁠(d).